# Les Faussaires (film, 1994)
Pour les articles homonymes, voir Les Faussaires.
Pour plus de détails, voir Fiche technique et Distribution.
Les Faussaires est un film français de 1994 réalisé par Frédéric Blum.

## Synopsis
Jack Baker, jeune et brillant universitaire américain, débarque à Tahiti pour écrire une énième biographie de Paul Gauguin. Mais ses bonnes résolutions ne tardent pas à être mises à mal par les charmes de ce lieu enchanteur. Sans compter l'intrusion dans son existence d'un singulier personnage, le malicieux et exaspérant Cohn, escroc, voleur et mythomane, bien connu - pour leur malheur - des habitants de l'île. Ryckmans, le chef de la police locale, semble curieusement fermer les yeux sur les multiples frasques et beuveries de ce calamiteux parasite, appointé, par ailleurs, par un voyagiste pour jouer les descendants de Gauguin. Et bien qu'il ne soit aucunement dupe des impostures de Cohn, Baker éprouve bientôt de la fascination pour ce pitre arrogant et cynique, qui ne le lâche plus d'une semelle.

## Fiche technique
- Réalisation : Frédéric Blum
- Scénario : Pierre Chosson, Olivier Dazat et Frédéric Blum, d'après le roman de Romain Gary La Tête coupable
- Sociétés de production : Adélaïde Productions ; Canal+ ; Cofimage 5 ; France 2 Cinéma ; Lumière.
- Pays d'origine : France
- Genre : Comédie
- Durée : 90 minutes
- Date de sortie :
  - France : 23 novembre 1994

## Distribution
- Gérard Jugnot : Cohn
- Jean-Marc Barr : Jack Baker
- Claude Piéplu : Ryckmans
- François Perrot : Bizien
- Daniel Prévost : Verdouillet
- Viktor Lazlo : Meeva
- Yvan Arai : Tchong-Fat
- François Ellis : Mataoa
- Marie Verdi : Mme Ryckmans
- Philippe Dormoy : Le Goff
- Alexandre Medvedev : Hans Grutt